# Epiphora lineata
Epiphora lineata is een vlinder uit de familie nachtpauwogen (Saturniidae). De wetenschappelijke naam van deze soort is voor het eerst geldig gepubliceerd in 1930 door Bouvier.
De soort komt voor in tropisch Afrika.